# Мелісса Різ
Мелісса Різ (англ. Melissa Reese; нар. 1 березня 1990, Сіетл, США) — американська музикантка, яка часто співпрацювала з Браяном Мантією, учасниця хардрок-гурту «Guns N' Roses».

## Ранні роки
Народилася в Сіетлі, штат Вашингтон. Вона наймолодша з трьох дівчаток родини, яка має китайське, англійське, іспанське, японське, філіппінське, ірландське, шотландське та данське походження.
Почала співати та грати на фортепіано у 4 роки. Вона почала писати музику на фортепіано у 12 років. У 13 років її таланти помітив музикант Том Вітлок, який допоміг їй увійти в музичну індустрію. Коли їй було 17, вона опановувала Pro Tools, Reason і Logic Pro, після чого самостійно виконувала та продюсувала власну музику. Різ навчалася у школі Рузвельта, де співала у вокальному джазовому ансамблі. У старшій школі здобула нагороду як видатна солістка на джазовому фестивалі Лайонела Гемптона. Після закінчення школи експериментувала зі звукозаписом і створила модуль, який складався з Boss BR-8 і Roland Groovebox.
У 20-річному віці переїхала до Лос-Анджелеса, щоб повністю присвятити себе вивченню музичного мистецтва.

## Кар'єра

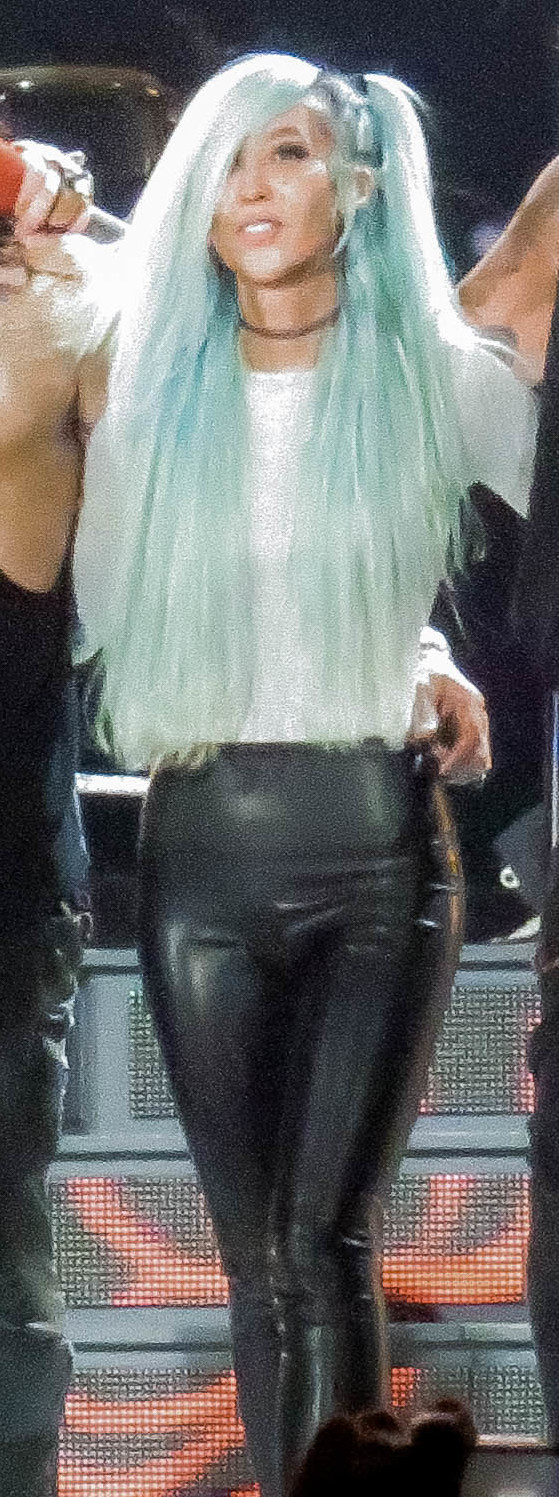
Різ після концерту «Guns N' Roses», 2016

Для першого мініальбому «Lissa» (2007) співпрацювала з Браяном Мантією та Пітом Скатурро. Три пісні з нього звучали в різних телевізійних шоу, зокрема «Пліткарка» та «Життя Кардаш'янів».
Різ працювала з фанк-виконавцем Бутсі Коллінзом, репером Chuck D, співачкою Ванессою Карлтон, соул-виконавцем Goapele і співачкою Тейлор Свіфт. Окрім композиції, Різ продюсував роботи для таких виконавців як-от Drumma Boy. Вона також працювала над саундтреком до фільму «Призначення».
У жовтні 2016 року Різ виконала «The Star-Spangled Banner» перед грою «Сіетл Сігокс».

### «Brain and Melissa»
Різ працювала над кількома проєктами з Мантією як команда композиторів «Brain and Melissa». 2010 року разом з Buckethead випустили набір компакт-дисків «Kind Regards» і «Best Regards». Brain і Мелісса написали частину саундтреку до відеогри «Infamous 2», за що отримали номінацію на премію Академії інтерактивних мистецтв і наук у категорії «Видатні досягнення в оригінальній композиції». Інші відеоігри, над якими працював дует — «ModNation Racers», «Twisted Metal», «Fantasia: Music Evolved» і «Infamous: Second Son». Вони також записали музику до фільмів «Покарання» та «Влада/Рейнджери». Вони працювали з режисером музичних відео Джозефом Каном над кількома телевізійними рекламними роликами для NASCAR, SEAT і Qoros. Крім того, вони записали рекламний ролик для Johnnie Walker Blue, у якому з'являється Брюс Лі, створений комп'ютером. Вони також працювали над кількома реміксами пісень з «Chinese Democracy» для запланованого альбому реміксів. Крім того, вони разом із колишнім гітаристом «Guns N' Roses» Полом Тобіасом і співавтором гурту та Пітом Скатурро створили музичний альбом «Eclectic Cinema». Вони працювали над саундтреком до «Смертельних перегонів 4: Анархія» та фільму Джозефа Кана «Насичений».
10 листопада 2017 року дует виступив під час перерви на матчі «Х'юстон Рокетс» з реміксами на пісні «Sorry» та «If the World» з «KISS» «Chinese Democracy», а також кавер на пісню «Do You Love Me?» з альбому «Destroyer» гурту «KISS». 27 листопада 2017 року вони виступили на матчі НБА під час гри «Лос-Анджелес Кліпперс».

### «Guns N' Roses»

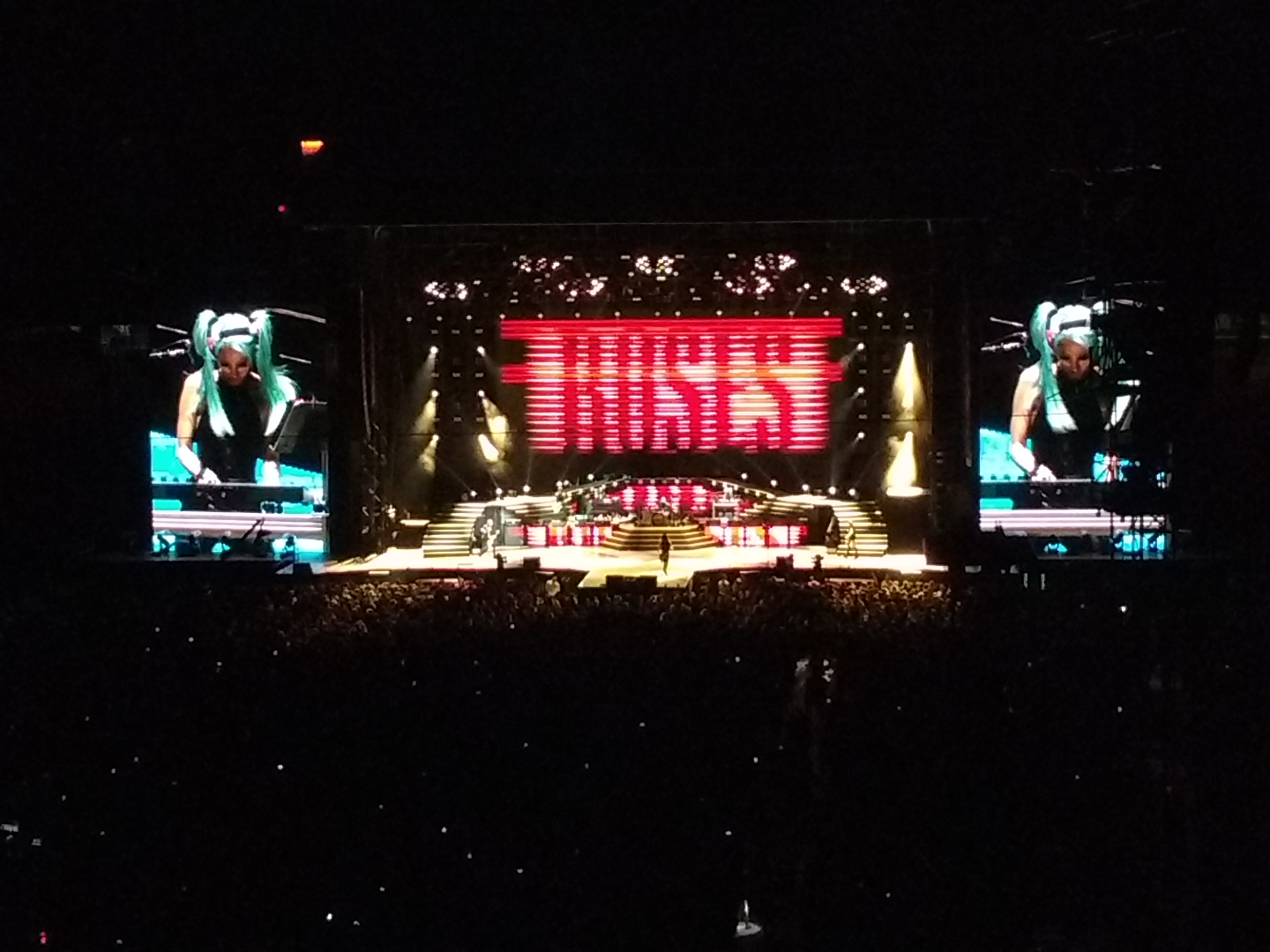
Різ виступає з «Guns N' Roses», 2016

Приєдналася до «Guns N' Roses» у березні 2016 року як другий клавішник гурту, замінила Кріса Пітмана, а також грала на синтезаторі, саб-басі, виконувала фоновий вокал і програмувала усі електронні звуки під час живих виступів. Вона вперше виступила з гуртом під час туру «Not in This Lifetime…». Приєднавшись до гурту, вона мала два тижні, щоб вивчити 50 пісень перед туром, для цього вона працювала 15 годин на день. Різ описала як стала частиною гурту: «Вони знали мене як продюсера і чули про мою поетичну роботу. Я знала багато людей у їхньому таборі. Просто виникла ідея: а як щодо неї? Я думала, що це жарт». Пізніше Ексл подзвонив Brain і запитав: «Чи маю я ваше благословення на це? […] Чи зможе вона це зробити?».
Окрім бек-вокалу, Різ у гурті описують як «підсилювач», вона використовує семплери Akai серед інших інструментів для створення звуків з «Chinese Democracy», а також грає на синтезаторі Муга у «Paradise City». Говорячи про свою роль, вона заявила: «Я не хочу заважати цим пісням. На клавішах я додаю звукові шари, щоб згущувати звучання, а не стирчачи, як хрін в носі. Усе, від синтезаторів [до] основних фрагментів і зразків».

## Дискографія

### Соло
EP
- Lissa (2007) (за участю Brain і Піта Скатурро)

Інші появи
- «Modnation Theme» — саундтрек до «ModNation Racers» (2010)

### Інші проєкти
Brain & Melissa
- PlayStation Home — «You and Me», «My World», «Forever» (2008)
- Don King Presents: Prizefighter — «Main Theme» (2008)
- MLB 2K11 — «MLB 2K Theme» (2011)
- Саундтрек «Покарання» (2011)
- Infamous 2 — «Infamous 2 Theme», «The Swamp», «Eroico Con Moto» (2011)
- Fear Not — «Fear Not 1&2» (2011)
- The Horror of Barnes Folly — «Main Theme» (2011)
- Twisted Metal — «Race 2 Destruction», «Ready to Die», «Twisted Metal Theme» (2012)
- Саундтрек «Влада/Рейнджери» (2015)
- Bloodborne — «Bloodborne», «The Night Unfurls», «Moonlit Melody» (2015)
- Infamous Second Son — «BadAss Combat», «Double Crossed», «Higher Elevation» (2015)

з Brain і Buckethead
- Best Regards (2010)
- Kind Regards (2010)
- Warm Regards (не вийшов)

Проєкт «The Valence».
- The Valence Project — «No Way», «Future People», «If We Get it — We Know We're Getting Good», «In This Life» (2010) (також за участю Brain)

Інші проєкти
- Eclectic Cinema — «Ride or Die», «Ooh La La», «Feel It», «Girlfriend», «Pretty Please», «Mother Nature», «Old Skool», «Remember the Times» (вийшов 2013 року, також за участю Пола Тобіаса)

Сесійна робота
- «Завдання» — «Tomboy» (Рейні Шокне) (2017)